# Marguerite de Bourbon-Vendôme

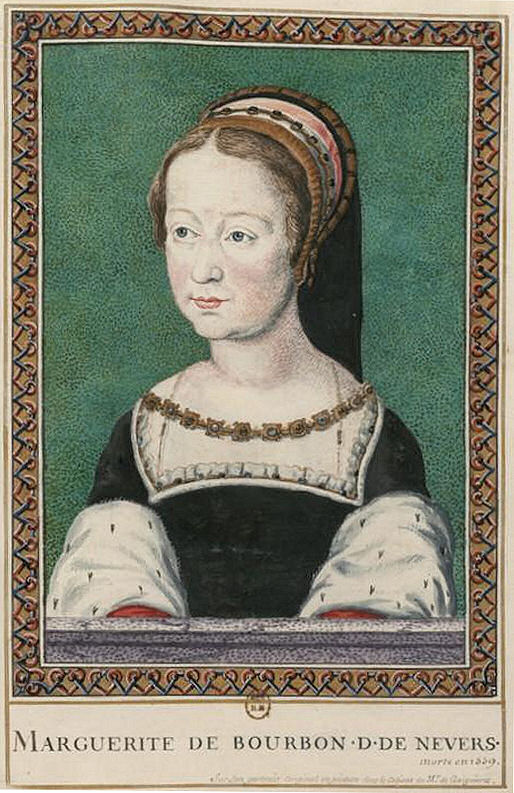
Marguerite de Bourbon, Duchesse de Nevers, Anonym, Porträtsammlung der Österreichischen Nationalbibliothek

Anne Marguerite de Bourbon-Vendôme (* 26. Oktober 1516 in Nogent; † 20. Oktober 1559 auf Schloss La Chapelle d’Angillon) war durch ihre Ehe Herzogin von Nevers.

## Leben
Marguerite de Bourbon ist die zweite Tochter von Charles de Bourbon, Duc de Vendôme († 1537) und Françoise d’Alençon († 1550). Sie ist die ältere Schwester von Antoine de Bourbon (1518–1562), Duc de Vendôme und König von Navarra, dem Vater des späteren Königs Heinrich IV. von Frankreich.
Sie heiratete am 19. Januar 1538 im Palais du Louvre François de Clèves (* 2. September 1516; † 13. Februar 1561), Comte (1521), dann Duc de Nevers und Pair de France (1538), Comte d’Auxerre, d’Eu, de Rethel et de Beaufort, Souverain de Château-Renaud et de Boisbelle, Gouverneur von Champagne, Brie und Luxemburg.
Da François und Marguerite Vetter und Kusine zweiten Grades waren, war für die Eheschließung ein päpstlicher Dispens erforderlich.
Ihre Kinder waren:
- François II. (* 31. Juli 1540; † 19. Dezember 1562 in der Schlacht bei Dreux), 1562 Duc de Nevers, Comte d’Auxerre, de Rethel et d’Eu, Pair de France, Gouverneur von Champagne;

⚭ 16. September 1561 Anne de Bourbon-Montpensier (* 1540; † 1572), Tochter von Louis III. de Bourbon, Duc de Montpensier, und Jacqueline de Longwy
- Henriette (* 31. Oktober 1542 in La Chapelle d‘Angillon; † 24. Juni 1601[3] in Paris), 1564 Duchesse de Nevers, 1564 Comtesse und 1581 Duchesse de Rethel

⚭ 4. März 1565 in Moulins Luigi Gonzaga (* 1539; † 1595), 1581 Duc de Nevers, Duc de Rethel, Pair de France. Gouverneur von Champagne und Brie
- Jean-Jacques (* 1. Oktober 1544 in Nevers; † 6. September 1564 in Montigny bei Lyon), 1562 Duc de Nevers, Comte d’Auxerre, de Rethel et d‘Eu, Pair de France

⚭ 1558 Diane de La Marck (* 1544; † nach 1622), Tochter von Robert IV. de La Marck Herzog von Bouillon, und Françoise de Brézé, Comtesse de Maulévrier
- Henri († jung), Comte d‘Eu
- Catherine (* 1548; † 11. Mai 1633 in Paris), Comtesse d’Eu de Beaufort, Princesse souveraine de Château-Renaud

1. ⚭ 4. Oktober 1560 Antoine III. de Croÿ (* um 1541; † 1567), Comte et Prince de Porcéan
2. ⚭ 4. Oktober 1570 Henri I. de Lorraine (* 1550; † 1588), 3. Duc de Guise
- Marie (* 1553; † 30. Oktober 1574 in Paris), Marquise d’Isle, Comtesse de Beaufort

⚭ 4. Juli 1572 in Blandy bei Melun Henri I. de Bourbon (* 1552; † 1588), 2. Prince de Condé
Marguerite de Bourbon wurde 1553 Dame de la Maison des Filles de France. Sie starb am 20. Oktober 1559 im Schloss La Chapelle d’Angillon, sechs Tage vor der Vollendung ihres 43. Lebensjahres, und wurde in der Kathedrale von Nevers bestattet.
François heiratete per Ehevertrag vom 2. Oktober 1560 in zweiter Ehe Marie de Bourbon (* 1539; † 1601), Comtesse de von Saint-Pol (1564), Duchesse d’Estouteville, eine Kusine Marguerites.